# Epitheca marginata
Epitheca marginata là loài chuồn chuồn trong họ Corduliidae. Loài này được Selys mô tả khoa học đầu tiên năm 1883.